# Andreas Knack
Andreas Valentin Knack (* 12. September 1886 in Aachen; † 3. Mai 1956 in Hamburg) war ein deutscher Krankenhausdirektor und Abgeordneter der Hamburgischen Bürgerschaft.

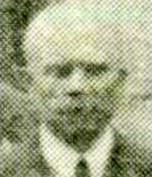
Porträt aus einer Gruppenaufnahme

## Leben und Wirken
Andreas Knack wuchs in Aachen auf, wo er das Kaiser-Wilhelm-Gymnasium besuchte, das er im März 1905 mit dem Abitur verließ. Anschließend studierte er Medizin an der Universität Berlin und der Universität München. Nach dem medizinischen Staatsexamen am 13. Dezember 1911 publizierte er 1912 seine Dissertation, in der er Geburt- und Gebärmutterkrebs: Ein Beitrag zur Aetiologie, Prognose und Prophylaxe behandelte. Anschließend ging er nach Mannheim, wo er als Assistenzarzt am pathologischen Institut der städtischen Krankenanstalten arbeitete. Das Institut unterstand Theodor Fahr, der seit dem 1. Oktober 1913 Leiter der Prosektur des AK Barmbek in Hamburg war. Knack folgte Fahr nach Hamburg und arbeitete dort bis zum 1. März 1914 als Assistenzarzt im pathologischen Institut. Anschließend wirkte er bis zum April 1919 in der ersten medizinischen Abteilung, die Theodor Rumpel unterstand.
Im Mai 1919 übernahm Knack die Leitung der Prosektur des Hamburger Hafenkrankenhauses. Von 1919 bis Ende 1922 arbeitete er als Vertrauensarzt des Arbeitsamtes, der AOK und als Schularzt des Medizinalkollegiums. Knack gehörte dem Verein der Schulärzte Deutschlands, dem Verein für öffentliche Gesundheitspflege und der Deutschen Gesellschaft zur Bekämpfung der Geschlechtskrankheiten an. In diesen Gremien versuchte er, die kommunale Gesundheitsfürsorge zu verbessern. Am 4. Juni 1921 bestand er die Physikatsprüfung. Dazu verfasste er die wissenschaftliche Hausarbeit Groß-Hamburg im Kampf gegen Geschlechtskrankheiten und Bordelle. Das Werk erschien 1921 als Broschüre. Knack rief darin dazu auf, die polizeiliche Überwachung der Prostitution gesetzlich zu beenden. Am 21. April 1920 setzte die Hamburgische Bürgerschaft einen konstituierenden Ausschuss ein, der das Hamburger Prostitutionswesen neu ordnen sollte und dem auch Knack angehörte. Auch auf seinen Einsatz hin hob die Bürgerschaft am 17. Juni 1921 die Bordelle auf.
Knack arbeitete aktiv in der Gesundheitspolitik der SPD mit. Er nahm an den Parteitagen 1920 in Kassel, 1921 in Görlitz, 1922 in Augsburg, 1924 in Berlin, 1925 in Heidelberg, 1927 in Kiel und 1929 in Magdeburg teil. Seit 1922 gehörte er gemeinsam mit Max Quarck der Programmkommission Gesundheitspolitik an. Als zum 1. Oktober 1927 das Reichsgesetz zur Bekämpfung der Geschlechtskrankheiten wirksam wurde, verfassten Knack und Quark hierzu für die SPD einen kritischen Kommentar. Knack engagierte sich in der Arbeitsgemeinschaft sozialdemokratischer Ärzte und im Verein Sozialistischer Ärzte. Am 31. Mai 1931 fand in Leipzig der erste und einzige sozialdemokratische Ärztetag statt. Knack behandelte dort als Hauptreferent das Thema „Der bürgerliche und der sozialdemokratische Arzt“.
1924, 1928 und 1930 reiste der Mediziner zu Studienzwecken nach England, Ungarn und Frankreich. Dabei untersuchte er Institutionen, die gegen Geschlechtskrankheiten und Prostitution vorgingen. Am 3. Oktober 1923 ernannte ihn die Hamburger Gesundheitsbehörde unter Leitung von Louis Grünwaldt zum Direktor des AK Barmbek. Alle Chefärzte der Einrichtung, die größtenteils der DVP oder der DNVP angehörten, hatten zuvor eine folgenlose Petition gegen diese Entscheidung eingereicht. Als Krankenhausdirektor förderte Knack Bemühungen der Krankenhausfürsorgerinnen, die Hintergründe zum sozialen Umfeld ihrer Patienten sammelten. In dem Buch Krankheit und soziale Lage fasste er seine Erkenntnisse über etwaige Zusammenhänge zusammen. Anfang 1925 richtete er eine Auskunftsstelle für Sozialgesetzgebung ein, die im Krankenhaus beschäftigten Ärzten und Fürsorgerinnen Informationen in sozialärztlichen Bereich näherbringen sollte.
Knack, der seit Konstituierung im Sommer 1927 dem Vorstand der Deutschen Vereinigung für den Fürsorgedienst im Krankenhaus angehörte, rief in dieser Position zur Kooperation von Ärzten und Fürsorgerinnen auf – eine Forderung, die von den Chefarztkollegen in Barmbek teilweise kritisiert wurde. Am 27./28. Januar 1933 leitete Knack die 17. Tagung der Nordwestdeutschen Gesellschaft für Innere Medizin, die im Vorlesungsgebäude des Barmbeker Krankenhauses staatfand. Am 7. April desselben Jahres suspendiert die Nationalsozialisten Knack als „national unzuverlässigen“ Krankenhausdirektor gemäß Paragraph 4 des Gesetzes zur Wiederherstellung des Berufsbeamtentums.
Knack, der seit 1920 mit Olga Brandt-Knack verheiratet war, ließ sich am 20. September 1913 in Hamburg nieder. Am 2. Februar 1934 verließ er Hamburg gemeinsam mit seiner zweiten Ehefrau, der Jüdin und ehemaligen Bürgerschaftsabgeordneten Edith Hommes (1891–1935). Das Ehepaar reiste über Genf in die Republik China, wo Andreas Knack, vermittelt durch den Völkerbund, von April 1934 bis März 1935 als stellvertretender Direktor des Zentralkrankenhauses in Nanking arbeitete. Anschließend wirkte er für kurze Zeit als Arzt im Hospital der belgischen Mission in Hohhot. Von 1935 bis 1937 hatte er eine Arztpraxis in Peking, von 1938 bis 1948 in Mukden in der Mandschurei.
Die Internationale Refugee Organisation ermöglichte Knack am 28. Dezember 1948 die Rückkehr von Shanghai nach Hamburg, wo er vom 14. April 1949 bis zum 1. April 1952 als Präsident der Gesundheitsbehörde arbeitete.
Knack gehörte von 1919 bis 1933 der Hamburgischen Bürgerschaft als Fraktionsmitglied der SPD an.

## Zeitschriftenbeiträge (Auswahl)
In: Der sozialistische Arzt
- Der Kampf gegen Geschlechtskrankheiten und Prostitution. 3. Jg. (1927), Heft 3 (Dezember), S. 10–18 Digitalisat
- Krankenhaus und Öffentlichkeit. 7. Jg. (1931), Heft 4 (April), S. 105–109 Digitalisat

## Ehrung
Heute erinnert der Andreas-Knack-Ring in Barmbek-Nord an den ehemaligen Direktor des nahegelegenen Krankenhausgebäudes.